# Palais des sports d'Orléans
Pour les articles homonymes, voir Palais des sports.
Le palais des sports d'Orléans est un complexe sportif français situé à Orléans dans le département du Loiret et la région Centre-Val de Loire.

## Présentation
À cet emplacement, se situait auparavant la prison militaire d’Orléans, détruite en 1966.
Il a été ouvert en mars 1970.
Avant l'inauguration du zénith d'Orléans en 1996, les concerts des artistes d'envergure nationale étaient organisés au palais des sports : Michel Polnareff (années 70-80), Barbara (novembre 1990), Michel Sardou (mars 1991), Francis Cabrel (tournée Sarbacane) et autres.
Le palais des sports réunissait une piscine fermée en 2021 et treize salles de sport dont la plus vaste possède une capacité de 3 222 places. Cette dernière accueille les grandes compétitions internationales qui se déroulent à Orléans, comme les premières éditions du tournoi d'escrime d'Orléans, étape de la coupe du monde d'escrime dédiée au sabre féminin jusqu'à leur déménagement au Zénith en 2012, l'open d'Orléans de tennis, l'Orléans Masters de badminton ainsi que les matches de basket-ball de l'Orléans Loiret Basket. 
Les salles annexes sont réparties sur quatre étages et spécialisées par activité : tennis de table, tir, boxe, musculation, danse, karaté, lutte, judo, omnisports. Leur utilisation est réservée aux scolaires dans la journée et aux clubs en soirée.
Le palais accueille des compétitions annuelles du Perche Élite Tour depuis 2011, la 10e édition qui devait avoir lieu le 9 janvier 2021 a été annulée en raison des conditions sanitaires et a été reportée en janvier 2022
Du 16 au 19 juin 2022, le palais des sports accueille l'équipe de France féminine de volley-ball et d'autres sélections disputant la phase finale de la Ligue d'or européenne 2022.
Depuis 2023 et son retour en StarLigue, le Saran Loiret Handball a déménagé à Orléans et joue ses matchs à domicile au Palais des sports.

## Accès
Le palais des sports est desservi par la ligne B du tramway d'Orléans à l’arrêt Eugène Vignat .

## Galerie

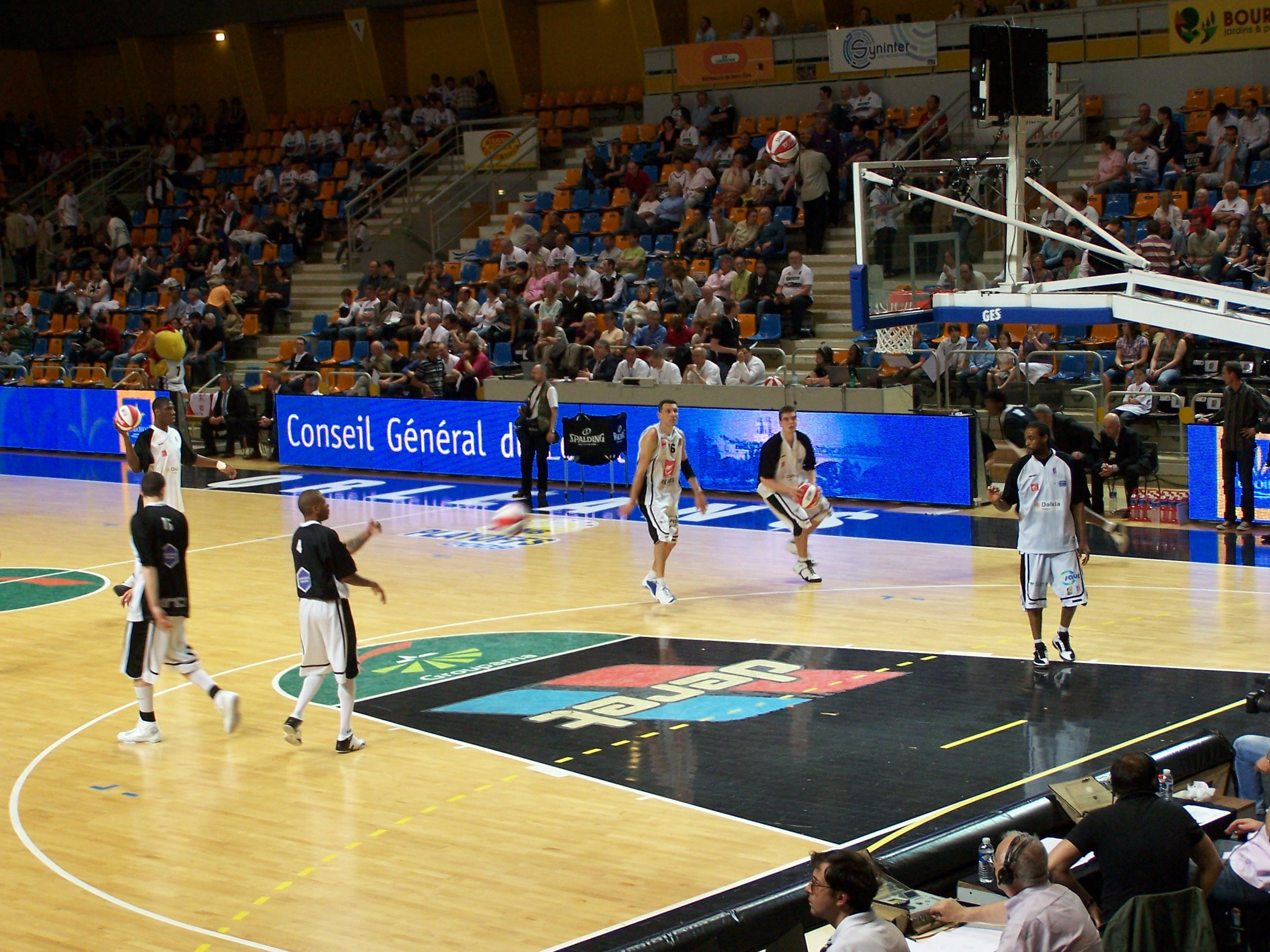
Orléans Loiret Basket à l'échauffement
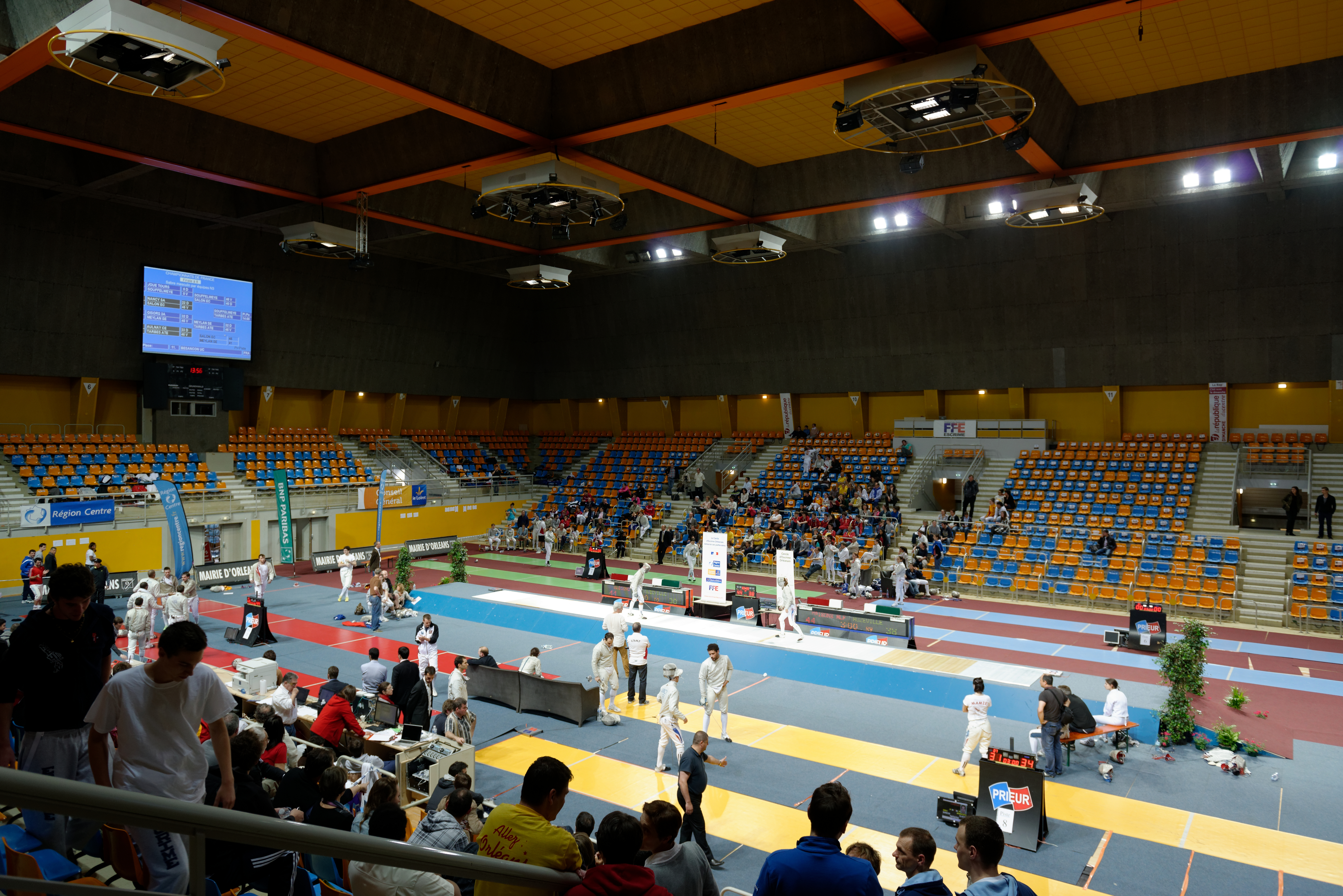
Championnat de France de sabre 2013 (escrime)
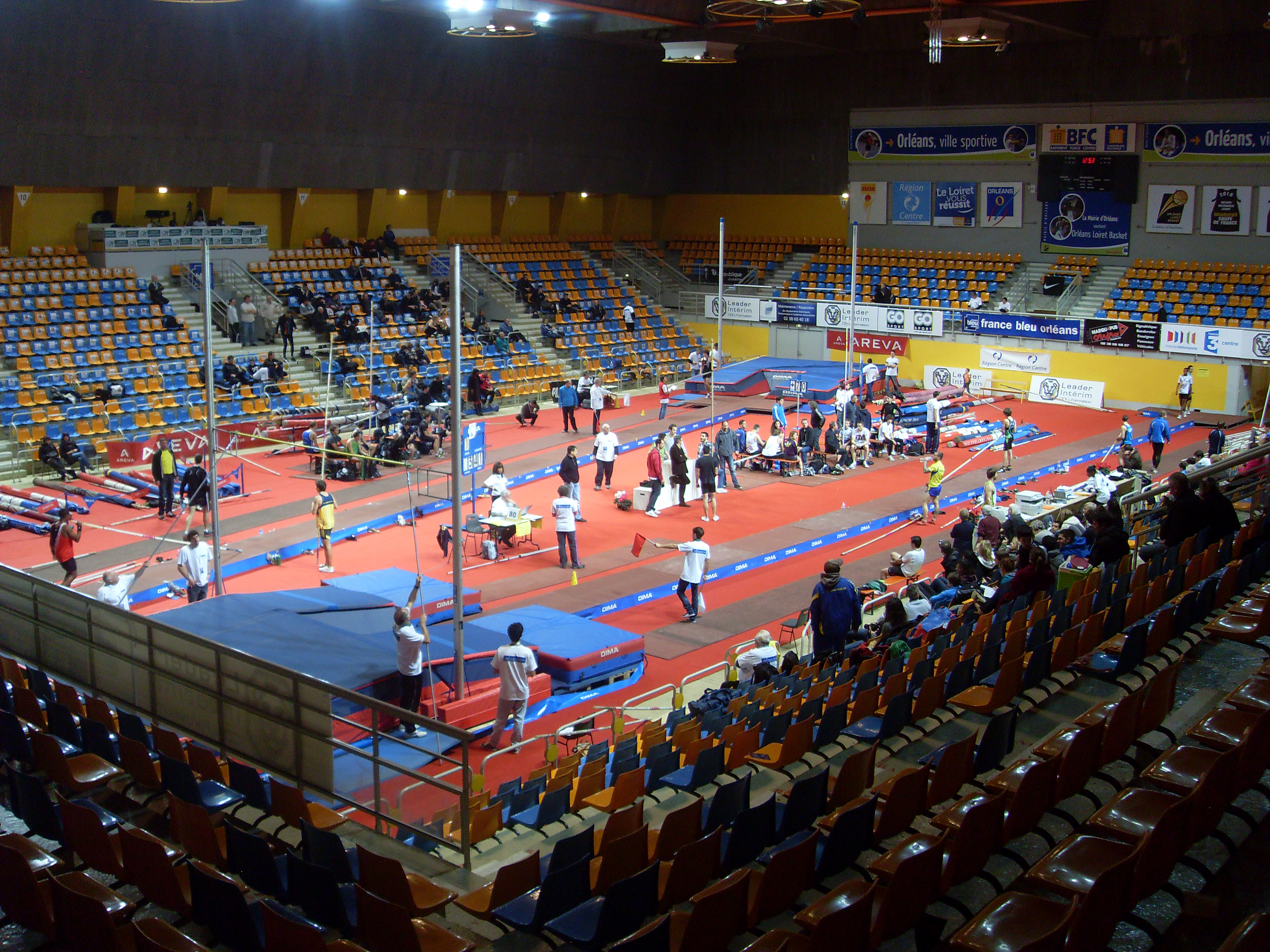
Le 10 décembre 2011 lors du Perche Élite Tour